# 庁中漫録
『庁中漫録』（ちょうちゅうまんろく）は、奈良奉行所の与力玉井定時やその子孫が大和国や奈良（南都）について編述した地誌。
定時は、郡山藩に仕えていた寛文元年（1661年）ごろから天和2年（1682年）までの20年にわたって地域の史料の収集をおこない、すでに小冊を編んでいた。奈良奉行所与力として出仕するようになり、奈良奉行大関増公が定時に寺社の由緒書の集成を指示し、元禄13年（1700年）に「大和志」というタイトルで30巻として成立した。当時見ることができた寺社史料を多く収録し、奈良奉行所の記録として完成させたものである。